# Sułkowo (gromada)
Sułkowo – dawna gromada, czyli najmniejsza jednostka podziału terytorialnego Polskiej Rzeczypospolitej Ludowej w latach 1954–1972.
Gromady, z gromadzkimi radami narodowymi (GRN) jako organami władzy najniższego stopnia na wsi, funkcjonowały od reformy reorganizującej administrację wiejską przeprowadzonej jesienią 1954 do momentu ich zniesienia z dniem 1 stycznia 1973, tym samym wypierając organizację gminną w latach 1954–1972.
Gromadę Sułkowo z siedzibą GRN w Sułkowie utworzono – jako jedną z 8759 gromad na obszarze Polski – w powiecie włocławskim w woj. bydgoskim, na mocy uchwały nr 24/17 WRN w Bydgoszczy z dnia 5 października 1954. W skład jednostki weszły obszary dotychczasowych gromad Koniec, Siemnowo, Siemnówek, Smogorzewo, Sułkowo i Sułkówek ze zniesionej gminy Piaski w tymże powiecie. Dla gromady ustalono 23 członków gromadzkiej rady narodowej.
Gromadę zniesiono 31 grudnia 1959, a jej obszar włączono do gromad: Zgłowiączka (wsie Siemnowo i Sawilno, miejscowości Sułkowo Towarzystwo, Szczawin Folwark, Siemnówek Folwark, Siemnówek Parcele oraz osada Janin), Lubraniec (wieś Koniec, osada Koniec i kolonia Kwilno-Koniec), Boniewo (wieś Sułkówek oraz miejscowości Sułkówek-Parcele i Sułkówek Folwark) i Kłobia (wieś Smogorzewo) w tymże powiecie.